# Sørvær (Hasvik)
Sørvær este o localitate din comuna Hasvik, provincia Finnmark, Norvegia, cu o populație de 200 locuitori (2013).